# 法姆黑文 (密西西比州麥迪遜縣)
法姆黑文（英語：Farmhaven）是位於美國密西西比州麥迪遜縣的非建制地區。

## 地理
法姆黑文所處的海拔為高於海平面114米（即374英呎），而該地所採用的時區為UTC-6，即北美中部時區（CST）。同時該地設有夏令時間，為UTC-6調快一小時，即UTC-5（CDT）。